# Aigle (Rakete)
VE10 Aigle ist die Bezeichnung einer französischen Experimentalrakete, die zwischen 1960 und 1961 mehrfach in Hammaguir gestartet wurde. Die Aigle wurde von 984 Kilogramm Feststofftreibstoff Plastolite für das 16 s laufende und 75 kN Schub liefernde Stromboli SEPR 737 angetrieben. Sie konnte 360 kg Nutzlast in eine Höhe von bis zu 20 km tragen. Die Startmasse betrug 2,3 t, die Länge der Rakete lag bei 8,0 m und der Durchmesser bei 55 cm.
Die VE10A Aigle war eine weiterentwickelte Variante, die am 5. März 1963 und am 2. November 1964 eingesetzt wurde.
Sie gehörte zum französischen VE-Programm (Véhicule Experimental) zur Entwicklung von Luft-, Silo- oder U-Boot gestützten Interkontinentalraketen, zu dem auch die VE8, VE9, VE110 Agate, VE111 Topaze, VE121 Emeraude, VE210 Rubis und die VE231 Saphir gehörten.